# 13793 Laubernasconi
13793 Laubernasconi è un asteroide della fascia principale esterna. Scoperto nel 1998, presenta un'orbita caratterizzata da un semiasse maggiore pari a 3,029307 UA e da un'eccentricità di 0,166180, inclinata di 2,438248° rispetto all'eclittica.
È dedicato a Laurent Bernasconi, astronomo amatoriale francese.